# Argentinië op de Olympische Winterspelen 2022
Argentinië nam deel aan de Olympische Winterspelen 2022 in Peking in China.

## Deelnemers en resultaten

### Alpineskiën
Maximaal vier deelnemers per onderdeel
Mannen
| Naam                    | Onderdeel    | 1e run | 1e run | 2e run         | 2e run         | Totaal         | Totaal         |
| Naam                    | Onderdeel    | Tijd   | Rang   | Tijd           | Rang           | Tijd           | Rang           |
| ----------------------- | ------------ | ------ | ------ | -------------- | -------------- | -------------- | -------------- |
| Tomas Birkner De Miguel | Reuzenslalom | DNF    | DNF    | niet geplaatst | niet geplaatst | niet geplaatst | niet geplaatst |
| Tomas Birkner De Miguel | Slalom       | DNF    | DNF    | niet geplaatst | niet geplaatst | niet geplaatst | niet geplaatst |

Vrouwen
| Naam                      | Onderdeel    | 1e run  | 1e run | 2e run         | 2e run         | Totaal         | Totaal         |
| Naam                      | Onderdeel    | Tijd    | Rang   | Tijd           | Rang           | Tijd           | Rang           |
| ------------------------- | ------------ | ------- | ------ | -------------- | -------------- | -------------- | -------------- |
| Francesca Baruzzi Farriol | Reuzenslalom | 1.02,43 | 34     | 1.01,57        | 30             | 2.04,00        | 29             |
| Francesca Baruzzi Farriol | Slalom       | DNF     | DNF    | niet geplaatst | niet geplaatst | niet geplaatst | niet geplaatst |
| Francesca Baruzzi Farriol | Super G      | n.v.t.  | n.v.t. | n.v.t.         | n.v.t.         | 1.16,65        | 29             |

### Langlaufen
Maximaal vier deelnemers per onderdeel
Lange afstanden
Mannen
| Naam             | Onderdeel             | Uitslag | Uitslag |
| Naam             | Onderdeel             | Tijd    | Rang    |
| ---------------- | --------------------- | ------- | ------- |
| Franco Dal Farra | 15 km klassieke stijl | 48.35,5 | 86      |
| Franco Dal Farra | 30 km skiatlon        | LAP     | 63      |

Vrouwen
| Naam                  | Onderdeel             | Uitslag | Uitslag |
| Naam                  | Onderdeel             | Tijd    | Rang    |
| --------------------- | --------------------- | ------- | ------- |
| Nahiara Diaz Gonzalez | 10 km klassieke stijl | 40.30,8 | 96      |

Sprint
Mannen
| Naam             | Onderdeel | Kwalificatie | Kwalificatie | Kwartfinales   | Kwartfinales   | Halve finales  | Halve finales  | Finale         | Finale         |
| Naam             | Onderdeel | Tijd         | Rang         | Tijd           | Rang           | Tijd           | Rang           | Tijd           | Rang           |
| ---------------- | --------- | ------------ | ------------ | -------------- | -------------- | -------------- | -------------- | -------------- | -------------- |
| Franco Dal Farra | Sprint    | 3.09,95      | 74           | niet geplaatst | niet geplaatst | niet geplaatst | niet geplaatst | niet geplaatst | niet geplaatst |

Vrouwen
| Naam                  | Onderdeel | Kwalificatie | Kwalificatie | Kwartfinales   | Kwartfinales   | Halve finales  | Halve finales  | Finale         | Finale         |
| Naam                  | Onderdeel | Tijd         | Rang         | Tijd           | Rang           | Tijd           | Rang           | Tijd           | Rang           |
| --------------------- | --------- | ------------ | ------------ | -------------- | -------------- | -------------- | -------------- | -------------- | -------------- |
| Nahiara Diaz Gonzalez | Sprint    | 4.05,46      | 83           | niet geplaatst | niet geplaatst | niet geplaatst | niet geplaatst | niet geplaatst | niet geplaatst |

### Rodelen
Individueel
| Naam                   | Onderdeel | Run 1  | Run 1 | Run 2  | Run 2 | Run 3  | Run 3 | Run 4          | Run 4          | Totaal   | Totaal |
| Naam                   | Onderdeel | Tijd   | Rang  | Tijd   | Rang  | Tijd   | Rang  | Tijd           | Rang           | Tijd     | Rang   |
| ---------------------- | --------- | ------ | ----- | ------ | ----- | ------ | ----- | -------------- | -------------- | -------- | ------ |
| Verónica María Ravenna | Vrouwen   | 59,811 | 24    | 59,780 | 22    | 59,719 | 25    | niet geplaatst | niet geplaatst | 2.59,310 | 24     |

### Schaatsen
Vrouwen
| Naam                     | Onderdeel | Uitslag | Uitslag |
| Naam                     | Onderdeel | Tijd    | Rang    |
| ------------------------ | --------- | ------- | ------- |
| Maria Victoria Rodriguez | 500 m     | 39,70   | 30      |

Massastart
| Naam                     | Onderdeel | Halve finale | Halve finale | Halve finale | Finale         | Finale         | Finale |
| Naam                     | Onderdeel | Punten       | Tijd         | Rang         | Punten         | Tijd           | Rang   |
| ------------------------ | --------- | ------------ | ------------ | ------------ | -------------- | -------------- | ------ |
| Maria Victoria Rodriguez | Vrouwen   | 0            | 9 laps       | 14           | niet geplaatst | niet geplaatst | 28     |

Albanië · Amerikaans-Samoa · Amerikaanse Maagdeneilanden · Andorra · Argentinië · Armenië · Australië · Azerbeidzjan · België · Bolivia · Bosnië en Herzegovina · Brazilië · Bulgarije · Canada · Chili · China · Chinees Taipei · Colombia · Cyprus · Denemarken · Duitsland · Ecuador · Eritrea · Estland · Filipijnen · Finland · Frankrijk · Georgië · Ghana · Griekenland · Groot-Brittannië · Haïti · Hongarije · Hongkong · Ierland · IJsland · India · Iran · Israël · Italië · Jamaica · Japan · Kazachstan · Kirgizië · Kosovo · Kroatië · Letland · Libanon · Liechtenstein · Litouwen · Luxemburg · Madagaskar · Maleisië · Malta · Marokko · Mexico · Moldavië · Monaco · Mongolië · Montenegro · Nederland · Nieuw-Zeeland · Nigeria · Noord-Macedonië · Noorwegen · Oekraïne · Oezbekistan · Oost-Timor · Oostenrijk · Pakistan · Peru · Polen · Portugal · Puerto Rico · Roemenië · San Marino · Saoedi-Arabië · Servië · Slovenië · Slowakije · Spanje · Thailand · Trinidad en Tobago · Tsjechië · Turkije · Verenigde Staten · Wit-Rusland · Zuid-Korea · Zweden · Zwitserland
Russische ploeg